# Baby Assassins 2: Babies
Baby Assassins 2: Babies (títol original en japonès, ベイビーわるきゅーれ 2ベイビー) és una pel·lícula d'acció japonesa dirigida per Yugo Sakamoto. Es va estrenar el 24 de març de 2023. Els papers principals són interpretats per Akari Takaishi i Saiori Izawa. És una seqüela de Baby Assassins. S'ha doblat i subtitulat al català.
El 7 de març de 2023, es va celebrar un acte de presentació al Cinema Rosa d'Ikebukuro, on va assistir el director Yugo Sakamoto, els actors principals Akari Takaishi i Saiori Izawa i l'antagonista de la pel·lícula.

## Sinopsi
La Chisato i la Mahiro, dues joves assassines a sou, són expulsats de l'organització per trencar les normes. Mentre busquen una nova feina per poder guanyar-se la vida, es veuran convertides en l'objectiu de dos assassins que els persegueixen.